# Пидра (Риуге)
Пидра (ест. Põdra) — село в Естонії, входить до складу волості Риуге, повіту Вирумаа.